# Рид, Рональд С.
Рональд Седрик Рид (англ. Ronald Cedric Read, 19 декабря 1924 — 7 января 2019) — британский математик, почётный профессор математики в Университете Ватерлоо в Канаде. Он опубликовал множество книг и статей, в основном посвящённых перечислению графов, изоморфизму графов, хроматическим многочленам и, в частности, использованию компьютеров в исследованиях по теории графов. Большая часть его поздних работ была выполнена в Ватерлоо. Рид получил докторскую степень (1959) по теории графов в Лондонском университете.

## Жизнь и карьера
Рональд Рид служил в Королевском военно-морском флоте во время Второй мировой войны, затем получил степень по математике в Кембриджском университете, прежде чем поступить в Университетский колледж Вест-Индии (позже Университет Вест-Индии) на Ямайке в качестве второго члена-основателя математического факультета. В 1970 году он переехал с семьёй в Канаду, чтобы занять должность профессора математики в Университете Ватерлоо, Онтарио, Канада.
На Ямайке он заинтересовался исследованием пещер и в 1957 году основал Клуб спелеологов Ямайки.
В 1968 году Рональд Рид выдвинул гипотезу, что коэффициенты хроматического многочлена любого графа образуют унимодальную последовательность, доказанную впоследствии филдсовским лауреатом Джун Ха.
Он всю жизнь увлекался изготовлением фигур из верёвок и является изобретателем фигуры из верёвки в виде олимпийского флага на YouTube.
Он был опытным музыкантом и играл на многих инструментах, включая скрипку, альт, виолончель, контрабас, фортепиано, гитару, лютню и многие старинные музыкальные инструменты, некоторые из которых он сам и создал. Он получил дипломы по теории и композиции в Королевской музыкальной консерватории в Торонто, Канада, и написал четыре произведения для оркестра и несколько пьес для небольших групп. Рид умер в январе 2019 года в возрасте 94 лет.

## Избранные статьи
- An Introduction to Chromatic Polynomials. Journal of Combinatorial Theory 4 (1968) 52 - 71.
- Every One A Winner; or How to avoid isomorphism search when cataloguing combinatorial configurations. Annals of Discrete Mathematics 2, North-Holland Publishing Company (1978) 107-120.
- (Совместно с П. Розенштилем) On the Principal Edge Tripartition of a Graph. Annals of Discrete Mathematics 3, North-Holland Publishing Company, (1978) 195-226.
- (Совместно с У. Т. Таттом), Chromatic Polynomials. Selected Topics in Graph Theory, Vol. 3 (1988) 15-42.
- (Совместно с К. Д. Райтом), Computing With Three-Colourable Graphs: a Survey, Ars Combin. Vol 29 (1990) 225–234.
- (Совместно с Дж. Ф. Ройлом) Chromatic Roots of Families of Graphs. Graph Theory, Combinatorics and Applications. John Wiley (1991) 1009 - 1029
- Prospects for Graph-theoretical Algorithms. Annals of Discrete Mathematics 55 (1993) 201 - 210.

## Книги
- Рид, Рональд С. (1965).Tangrams : 330 puzzles. New York: Dover Publications, Inc. ISBN 0-486-21483-4. OCLC 1136293.
- Рид, Рональд С. (1972). A mathematical background for economists and social scientists. Englewood Cliffs, N.J.: Prentice-Hall. ISBN 0-13-560987-9. OCLC 327336
- Рид, Рональд С. (1972).Graph theory and computing. Claude Berge. New York: Academic Press. ISBN 0-12-583850-6. OCLC 525261.
- Пойа, Д.; Рид, Рональд C. (1987).Combinatorial Enumeration of Groups, Graphs, and Chemical Compounds. New York, NY: Springer New York. ISBN 978-1-4612-4664-0. OCLC 840279750.
- Рид, Рональд С.; Уилсон, Робин Дж. (1998). An atlas of graphs. Robin J. Wilson. Oxford: Clarendon Press. ISBN 0-19-853289-X. OCLC 40647141.

## Смотрите также
Список людей из Университета Ватерлоо